# Non-Stop (phim)
Non-Stop là một bộ phim hành động ly kỳ giật gân của Mỹ 2014 do Jaume Collet-Serra đạo diễn và có sự tham gia của Liam Neeson, Julianne Moore, Michelle Dockery, Lupita Nyong'o và Scoot McNairy. Phim là sự hợp tác quốc tế giữa Pháp, Hoa Kỳ và Anh quốc, đồng thời là phim đầu tiên chuyển quyền phân phối từ Silver Pictures sang Universal Pictures, và cuối cùng là Warner Bros, lần đầu tiên kể từ Weird Science. Phim khởi chiếu tại Việt Nam ngày 7 tháng 3 năm 2014.